# Tuc der Òme
El Tuc der Òme es un pico de los Pirineos con una altitud 2732 metros, situado en el municipio del Alto Arán en el Valle de Arán (Provincia de Lérida).

## Descripción
El Tuc der Òme está situado en el lado español de la cadena montañosa que limita la zona norte del Valle de Arán en la provincia de Lérida (España), con la zona sur del Cantón de Castillon-en-Couserans en el departamento de Ariège (Francia). 
El acceso desde el Valle de Arán al Tuc der Òme se puede realizar partiendo de la población de Bagerque siguiendo por una pista forestal que discurre paralela al río Unhòla hasta el Plan deth Horn, a partir de aquí se realiza la ascensión siguiendo el sendero GR-211 pasando por el Lac de Montoliu (2373 m) hasta llegar a a la cima.
En las proximidades del Tuc der Òme destacan el Tuc Mauberme (2881 m), Tuc des Crabes (2580 m) y Tuc de Montoliu (2691 m). Al NE del Lago de Montoliu se encuentran las minas abandonadas Deth Pòrt d'Urets (2536 m).